# 陈情书
陈情书（法語：Cahiers de Doléances，法語發音：[kaje də dɔleɑ̃s]）是法国三级会议中参与会议的每一等级或每一选区可以各自递交映自身要求的委托书，用以陈述自己的意见和期望。

## 历史
自1484年真正实行三级会议以来，各等级都有写委托书的习惯，在委托书里陈述他们的苦情和请求。在法国大革命前夕，三级会议的选民要求废除封建特权和不平等的纳税，简化诉讼程序并对行使王权的具体事项加以明文规定。